# بطل الدوري (مسلسل)
بطل الدوري مسلسل فكاهي مصري، إنتج عام 1980 بطولة سمير غانم ، صافيناز الجندي و حسن شحاتة و محمود المليجي و نبيلة السيد و محمد رضا ، من تأليف شعبان حسين وإخراج نبيل عبدالعظيم.